# Clube União Desportiva do Songo
Vous pouvez aider à l'améliorer ou bien discuter des problèmes sur sa page de discussion.
- Il ne cite pas suffisamment ses sources. Vous pouvez indiquer les passages à sourcer avec {{référence nécessaire}} ou {{Référence souhaitée}}, et inclure les références utiles en les liant aux notes de bas de page. (Marqué depuis avril 2024)
- Certaines informations devraient être mieux reliées aux sources mentionnées dans la bibliographie ou les liens externes. Améliorez sa vérifiabilité en les associant par des références. (Marqué depuis avril 2024)
- Il ne s’appuie pas, ou pas assez, sur des sources secondaires ou tertiaires. (Marqué depuis avril 2024)

- Archive Wikiwix
- Bing
- Cairn
- DuckDuckGo
- E. Universalis
- Gallica
- Google
- G. Books
- G. News
- G. Scholar
- Persée
- Qwant
- (zh) Baidu
- (ru) Yandex
- (wd) trouver des œuvres sur Wikidata

Le Clube União Desportiva do Songo, plus couramment abrégé en CUD Songo, est un club mozambicain de football fondé en 1982, et basé dans la ville de Songo.
Il ouvre son palmarès en 2016 avec une Coupe du Mozambique, puis remporte un titre national lors de chacune des trois saisons suivantes : le championnat national en 2017 puis 2018, et enfin une nouvelle Coupe du Mozambique en 2019.

## Palmarès
| Compétitions nationales |
| --- |
| - Championnat du Mozambique (3) : - Champion : 2017, 2018 et 2022. - Vice-champion : 2016 et 2019. - Coupe du Mozambique (2) : - Vainqueur : 2016 et 2019. - Finaliste : 2017, 2023 et 2024. - Supercoupe du Mozambique (1) : - Vainqueur : 2023. - Finaliste : 2017, 2018, 2019 et 2020. |